# Eskalátor

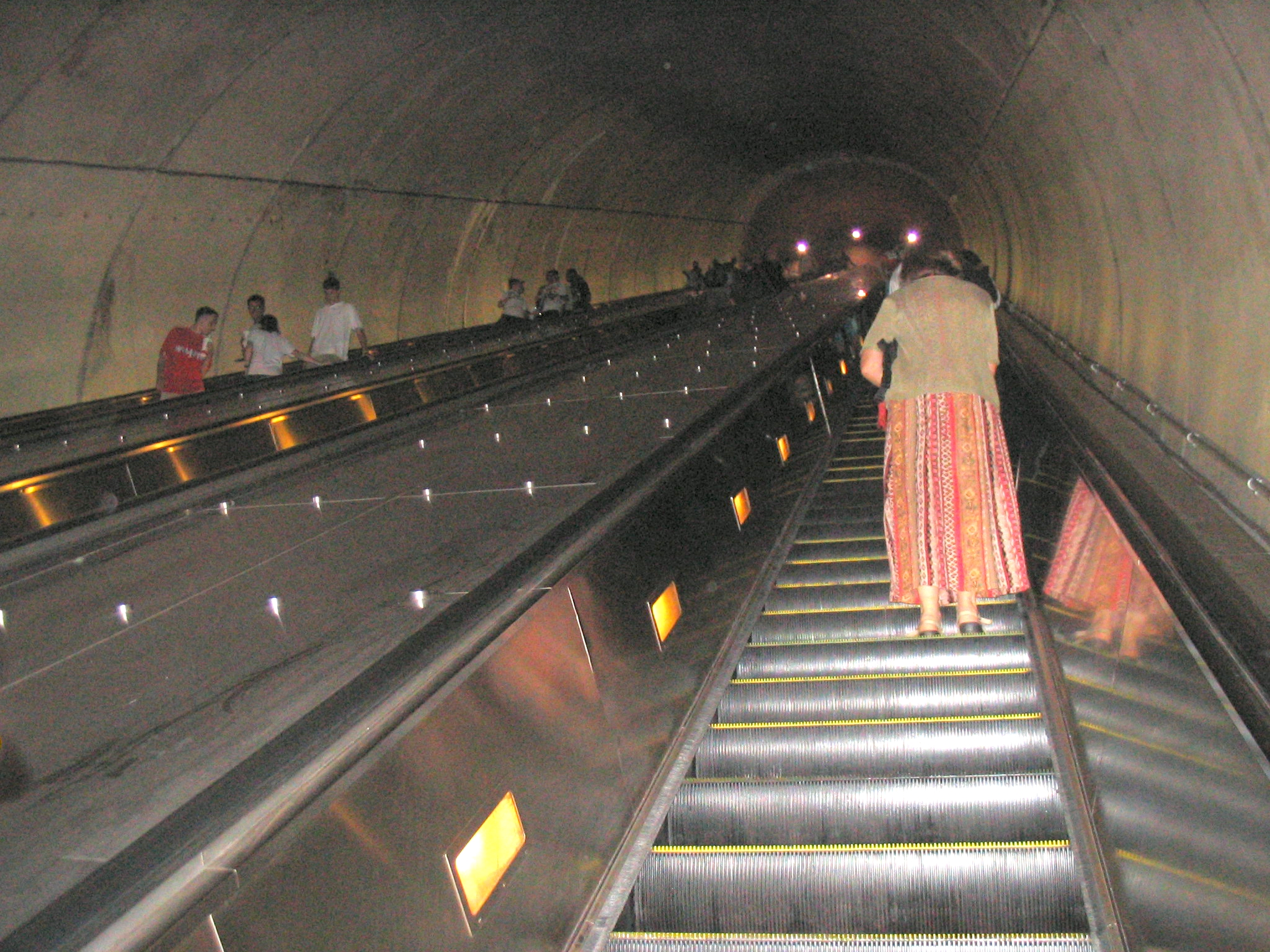
Eskalátor v metru ve Washingtonu, D.C.

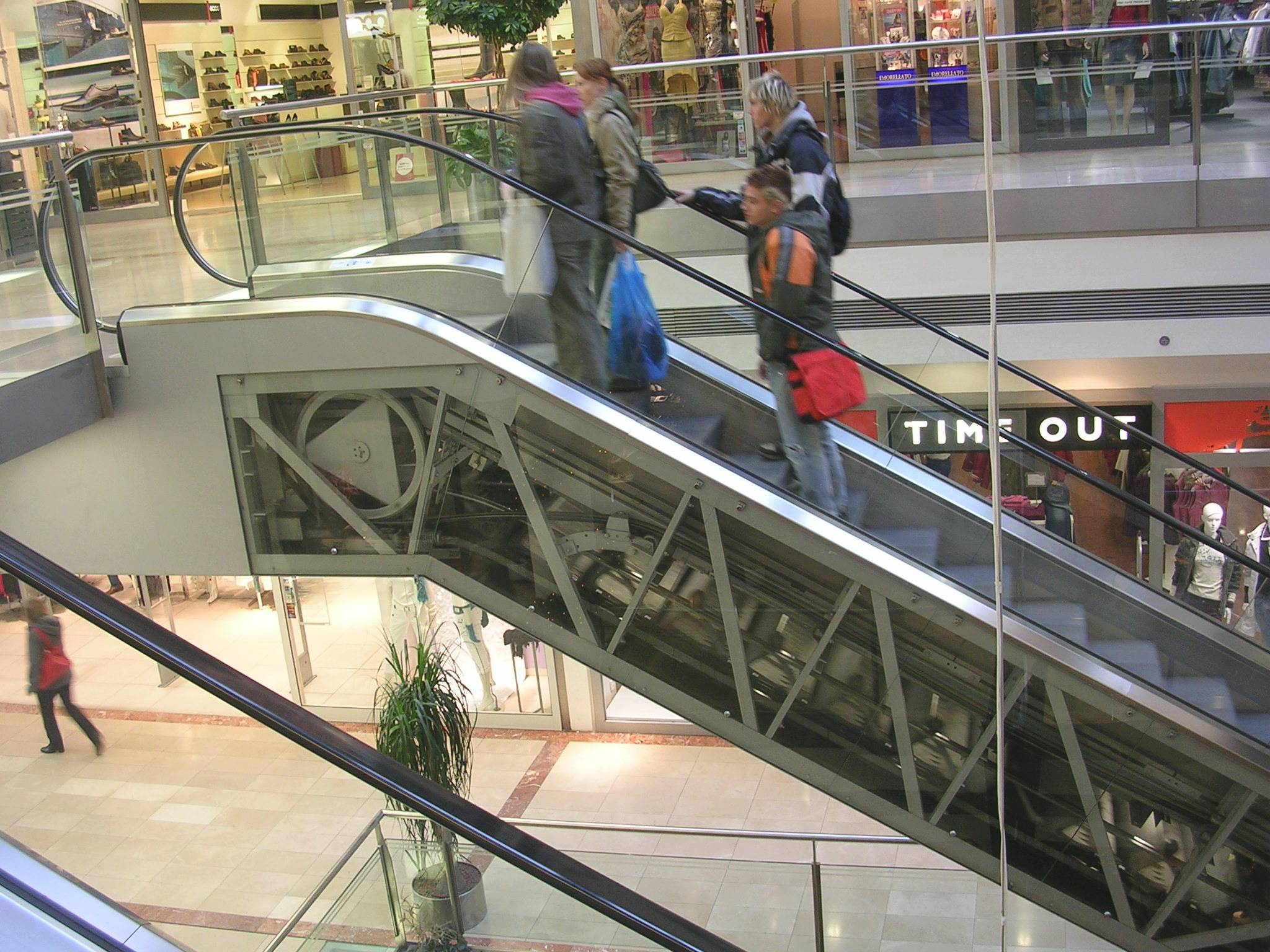
Eskalátor v obchodním domě Palác Flóra, Praha

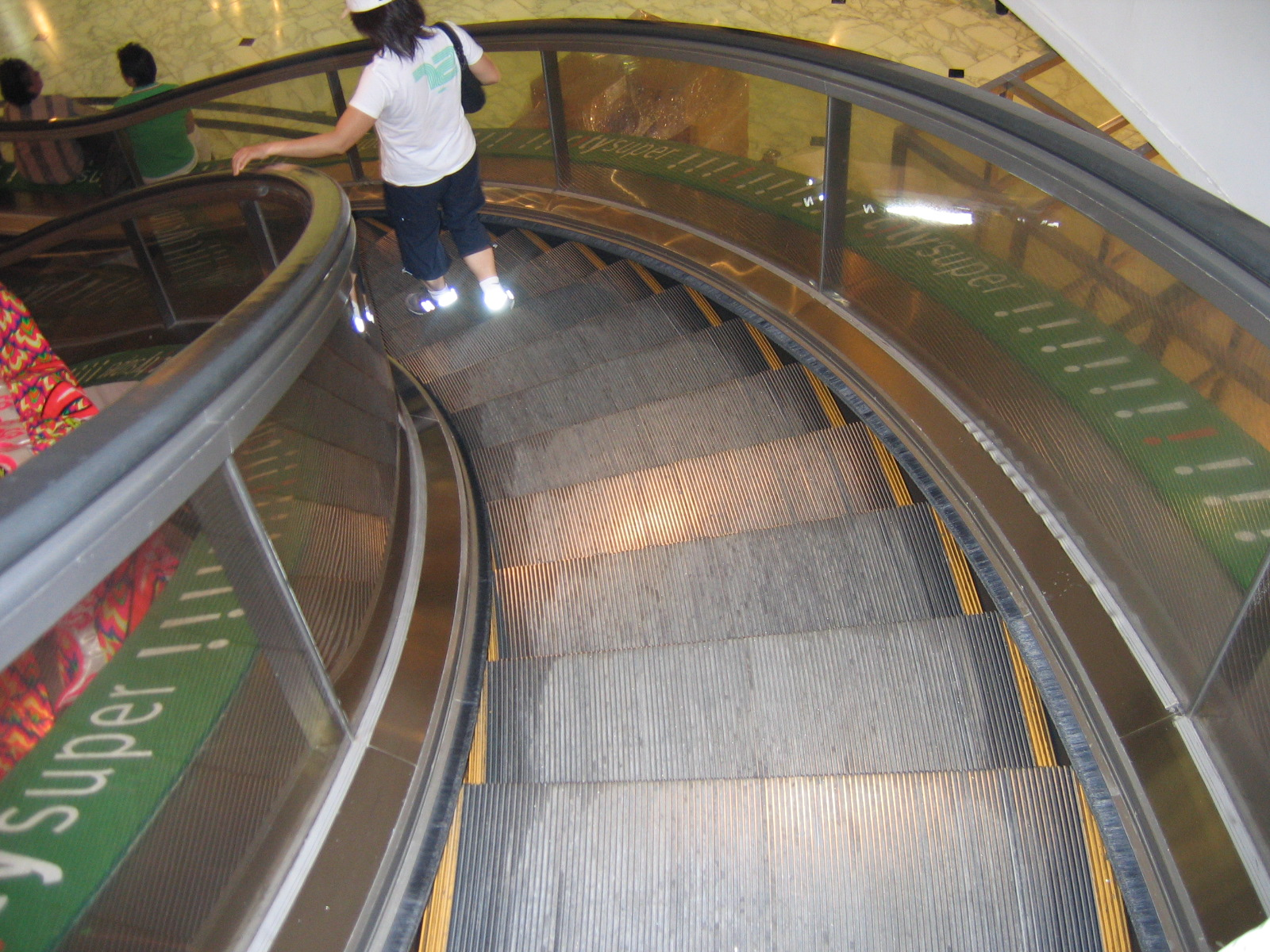
Točitý eskalátor, Times Square, Hongkong

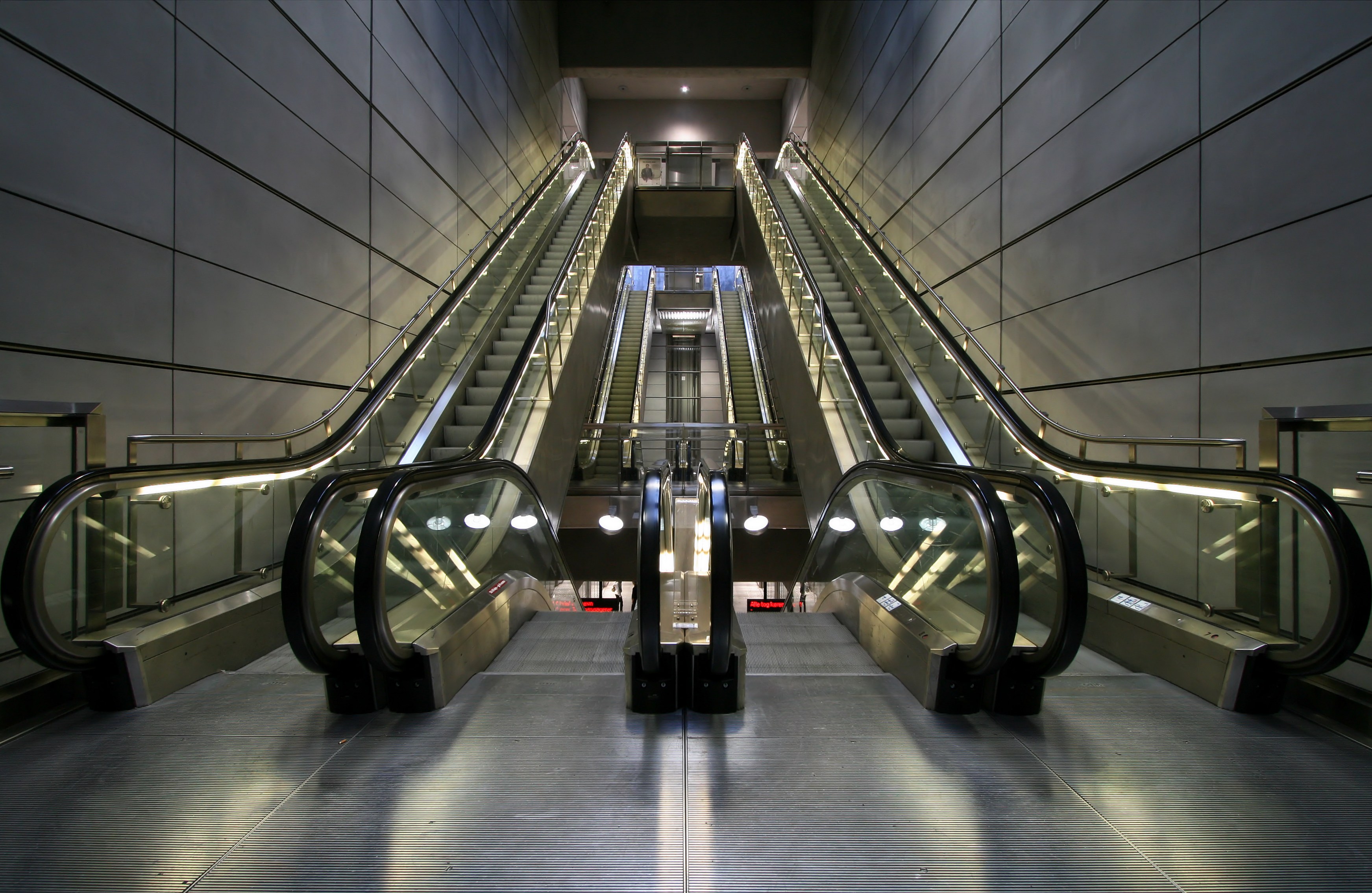
Eskalátory v Kodani, Dánsko

Eskalátor (též pohyblivé schody, jezdící schody) je speciální řetězový dopravník, určený pro dopravu osob mezi různými výškovými úrovněmi. Pracuje na principu řetězově propojených článků, resp. stupňů, které cyklicky obíhají po pevné dráze. Tvoří tak pohyblivé schodiště, zpravidla doplněné o přidržovací madlo (pár madel). Zařízení je téměř vždy poháněno asynchronním elektromotorem. Používá se například v metru, na nádražích, či ve velkých obchodních centrech apod., někdy i ve veřejném prostoru města v roli obdobné lanovce.
Na podobném strojním principu bývá založen i tzv. pohyblivý chodník, který může být užit jak k vodorovné, tak k šikmé dopravě. Od eskalátoru se liší tím, že mívá menší sklon a dopravní plochy článků v činné poloze netvoří stupně, ale jsou v rovině.
Rychlost eskalátorů bývá v rozmezí 0,27 až 0,55 m/s, rychlost původních ruských eskalátorů v pražském metru byla podle mluvčí Dopravního podniku hl. m. Prahy a.s. 0,9 m/s, podle radního Radovana Šteinera a podle Novinek.cz dokonce 2,5 m/s.
Oproti výtahu má eskalátor vyšší přepravní kapacitu. Obvykle se eskalátory používají pro překonání přepravní výšky do 7, maximálně 14 metrů. Výjimečně, například v hlubinných stanicích metra, se zřizují i delší eskalátory, například v pražské stanici metra Náměstí Míru má eskalátor přepravní výšku 43 metrů.

## Historie
První eskalátor zkonstruoval a umístil Jesse W. Reno v New Yorku roku 1897 jako zábavní atrakci. První komerční eskalátor vytvořil Reno společně s firmou Otis Elevator Company roku 1899. Na podobných zařízeních pracovali souběžně i jiní konstruktéři, například se uvádí, že eskalátor vynalezl i pojmenoval kolem roku 1900 Charles Seeberger.
Název vznikl jako obchodní značka výrobku firmy Otis Elevator Company úpravou anglického výrazu escalade (z franc., slézání hradeb po žebříku). Kolem roku 1950 název „eskalátor“ zobecněl.
Zhruba v roce 1989 byl v japonském městě Kawasaki postaven eskalátor s pouhými 5 schody a celkové výšce 83 cm. Jako kuriozita je zapsán v Guinnessově knize rekordů a je stále funkční.

## Eskalátory v Česku

### Historie
Jako první eskalátor v Československu bývá uváděno  kryté pohyblivé schodiště s dřevěnými stupni, které bylo zprovozněno roku 1926 na trase zrušené pozemní lanovky na Letnou a fungovalo až do roku 1935.
V roce 1934 se objevily pohyblivé schody ve Zlíně v obchodním domě firmy Baťa. Autorem konstrukce zlínských eskalátorů byl Jessie W. Reno, který si nechal původní nápad patentovat v roce 1892.
19. března 1939 byl nově otevřen obchodní dům Bílá labuť podnikatele Jaroslava Brouka v ulici Na Poříčí. Kromě moderních osobních výtahů a spojení pokladen potrubní poštou byl vybaven i eskalátorem mezi přízemím a prvním patrem.. V Brně byl[kdy?] eskalátorem od Rudolfa Duba vybaven obchodní dům firmy Baťa.[zdroj?]
Roku 1968 byl eskalátory vybaven nový podchod na Václavském náměstí.
V České republice jsou eskalátory nejznámější ze stanic metra v Praze, kde zejména eskalátory z podpovrchových vestibulů do hlubinných stanic dosahují mimořádné délky. Eskalátory jsou hojně využívány i ke spojení vestibulů, které plní většinou též roli uličních podchodů, s povrchem. Dále jsou eskalátory na několika největších a nejmodernějších nádražích v republice a také v některých obchodních centrech.
Od druhé poloviny roku 2009 jsou v Praze-Hájích poblíž zastávky Horčičkova v provozu pohyblivé schody do patra pochozí obchodní zóny navazující na stanici metra v obousměrném režimu. V klidovém stavu schody stojí, jízda se spustí z toho směru, ze kterého nášlapná deska detekuje poptávku. Cestující z opačného směru však musí na uvolnění schodů čekat mimo nášlapnou desku, jinak se schody nezastaví a směr nezmění. Jde o jediný eskalátor ve vlastnictví městské části Praha 11. Přestavba z jednosměrného provozu na obousměrný stála 3,69 milionu korun bez DPH.
Tradičním českým výrobcem kratších eskalátorů byla Transporta Chrudim, delší eskalátory v hlubinných stanicích metra byly původně ruské výroby. V současné době mezi nejvýznamnější výrobce, kteří se v Česku uplatňují, patří například Schindler, Thyssen a OTIS (ty se uplatnily náhradou za ruské eskalátory v některých hlubinných stanicích pražského metra), ale své eskalátory zde nabízí více než desítka dalších firem.

### Eskalátory v pražském metru
V systémech metra se používají eskalátory pro dopravu ze staniční lodi do vstupního vestibulu jak ve většině hloubených stanic (obvykle jen jeden eskalátor, někde i dva spolu s klasickým pevným schodištěm – hloubka stanice není velká), tak i ve stanicích ražených. Tam je zpravidla hluboko pod povrchem vyražen jeden či více eskalátorových tunelů a v každém jsou obvykle tři nebo i více ramen tzv. hlubinných eskalátorů. Eskalátory jsou mnohde použity i ke spojení vstupní haly (vestibulu) s povrchem.

### Eskalátory v železničních stanicích
Co se týče železničních stanic, problematiky se týká vnitřní předpis SŽDC S 10, Předpis pro použití výtahů, pohyblivých schodů a pohyblivých plošin u státních drah. Zařízení uvedená v názvu předpis prohlašuje za určená technická zařízení dopravní (zkratkou dopravní zařízení). Pohyblivými schody se zabývá část třetí (od str. 26, resp. od bodu 91 předpisu). Podle předpisu pohyblivé schody nenahrazují bezbariérový přístup ani pevné schodiště, ale slouží jen ke zvýšení komfortu cestujících.
Podle předpisu Správy železnic:
- Provedení pohyblivých schodů musí být „těžké“, určené pro veřejnou železniční dopravu a nepřetržitý provoz, což musí dodavatel objednateli písemně deklarovat.
- Šířka stupňů se navrhuje přednostně 1000 mm, ve stísněných poměrech 800 mm nebo minimálně 600 mm.
- Jmenovitá dopravní rychlost je stanovena na minimálně 0,5 m/s a maximálně 0,75 m/s.
- Maximální přípustná hladina hluku je 70 dB ve vzdálenosti 1 metr od provozovaného zařízení.
- Balustráda a vnitřní panel má být z kartáčované nerezové oceli, v odůvodněných případech z tvrzeného skla tloušťky 10 mm, pro okopové plechy (sokly) se použije vždy kartáčovaná nerez ocel.
- Stupně mají být z hliníkové slitiny, lakované a s přebroušenou horní hranou, vyjíždějící a zajíždějící stupně musí opisovat rovnou dráhu v délce nejméně 1200 mm.
- Nástupní desky a hřebeny mají být z hliníkové slitiny z drážkovaného profilu, nekluzké, odolné proti ošlapu. Hřeben na vstupu i výstupu musí být proveden v kontrastní žluté barvě, je stanovena intenzita osvětlení v těchto místech.
- Na bocích těsně nad stupni mají být instalovány černé kartáče. Mezera mezi soklem a stupněm nesmí být větší než 4 mm na jedné straně.
- Balustráda musí být po obou stranách opatřena pohyblivými madly.

Provoz se navrhuje úsporný, přerušovaný. Přechod z úsporného režimu se aktivuje světelnou závorou, nášlapnou deskou nebo pohybovým čidlem. Pohyb se navrhuje reverzní, i při dlouhodobém provozování jedním směrem. Nahoře i dole musí být po pravé straně zámek pro ovládání klíčkem i stop tlačítko pro nouzové zastavení. Nad ovládací zámek se umísťuje trvalé a trvanlivé identifikační označení, které je tvořeno názvem stanice a pořadovým číslem v rámci stanice.
Majáčky pro nevidomé nejsou řešeny v rámci projektu dodávky pohyblivých schodů, ale v rámci objektu orientačním systémem. Počítá se i s osazením kamerového systému s online přenosem a uchováváním záznamu.
Pohyblivé schody, které nejméně jedním koncem ústí do vnějšího prostředí, mají být zastřešené tak, aby se omezilo riziko napršení či nasněžení na eskalátory. Navíc musejí být opatřeny termostaticky ovládaným vyhříváním stupňů, madel a přechodových hřebenů a musejí mít olejový separátor napojený na kanalizaci. Zařízení musí být odolné proti posypové soli i inertním posypovým materiálům frakce do 8 mm a musí být dimenzováno minimálně na 70 tisíc provozních hodin. Spolehlivý provoz musí být zaručen při teplotách od −25 do +55 °C, a to i po noční výluce v zimním období.
Řídicí jednotka musí být připojena do systému dálkové diagnostiky systémů železniční dopravní cesty. Musí být signalizovány stavy směru provozu nahoru/dolů, stojící schody, použití tlačítka STOP, přerušený bezpečnostní obvod, výpadek jističe/přerušená dodávka elektrického proudu. Řídicí jednotka musí umožňovat dálkové spuštění eskalátorů kterýmkoliv směrem a dálkové zastavení.
Pro návrh pohyblivých chodníků platí obdobná pravidla jako pro pohyblivé schody, ani pohyblivé chodníky nenahrazují bezbariérový přístup a nemohou být považovány za pevnou cestu. Maximální rychlost je stanovena shodně, maximální sklon je 12° (21,3 %).
Zatímco v pražském metru je povoleno za stanovených podmínek přepravovat na eskalátorech kočárky, na eskalátorech v železničních stanicích je obvykle prostřednictvím piktogramů zakázáno. Smluvní přepravní podmínky Českých drah používání pohyblivých schodů neřeší, s provozovatelem železniční infrastruktury cestující přepravní smlouvu neuzavírá.

### Technická standardizace
Pohyblivých schodů se obecně týkají tyto technické normy a předpisy:
- ČSN ISO 9589 (27 4810) Pohyblivé schody – Stavební rozměry
- ČSN EN 115 (27 4802) Bezpečnostní předpisy pro konstrukci a montáž pohyblivých schodů a pohyblivých chodníků (část 1: Konstrukce a montáž, část 2: Předpisy pro zvýšení bezpečnosti pohyblivých schodů a pohyblivých chodníků)
- ČSN EN ISO 14798 Výtahy, pohyblivé schody a pohyblivé chodníky – Metodika posuzování a snižování rizika
- ČSN EN 13015+A1 Údržba výtahů a pohyblivých schodů – Pravidla pro návody na údržbu
- obecné normy po elektrické instalace nízkého napětí (ČSN 33 2000 a ČSN IEC 1200-53) a silnoproudé rozvody (ČSN 34 1610), elektrotechnické předpisy pro revize (ČSN 33 1500), normy pro elektrická trakční drážní zařízení (ČSN 34 1500) a další předpisy pro elektrickou bezpečnost a bezpečnost strojních zařízení, protikorozní ochranu, předpisy pro bezbariérové užívání staveb, resp. přístupnost pro osoby se zdravotním postižením atd.

Eskalátor, který slouží k zabezpečení provozování dráhy nebo drážní dopravy, je v Česku určené technické zařízení ve smyslu Zákona o drahách (§ 47 zák. 266/1994 jmenuje obecně technická zařízení tlaková, plynová, elektrická, zdvihací a dopravní – pohyblivé schody zákon samostatně nikde nezmiňuje). Z toho plynou i požadavky na kvalifikované zajištění provozu a údržby, například je omezena možnost používat neoriginální náhradní díly.